# 境摩夜
境 摩夜（さかい まや、1976年12月1日 - ）は、日本の元女子プロレスラー。
本名：酒井通江（さかい みちえ）。兵庫県神戸市出身。身長157cm、体重58kg。血液型O型。

## 経歴
KAIENTAI DOJO所属として2001年12月20日プエルトリコにてデビュー（対戦相手はRyoko）。2002年6月1日大会が事実上最後の出場試合となり以降は欠場、公式発表もなく諸事情のため退団していた。翌2003年に「皐 真夜（さつき まや）」のリングネームでJDスター女子プロレスに定期参戦するようになったが、「格闘美」に様変わりしてからフェードアウト。
2009年1月24日、千葉Blue Fieldにて練習生として再入団が発表されたが、再デビューもなく退団した。

## 得意技
- 摩夜ショット

## 入場テーマ曲
- 初代:「JETCITY」（SP-MORRY）
- 2代目:「Abandoned Pleased Blainwashed Exploited」（SONATA ARC-TICA）

## 特記
- 摩夜姐さんと呼ばれていた
- 趣味はギャンブル

## テレビ出演
- THIS IS KAIENTAI DOJO（GAORA）